# Philiris albiplaga
Philiris albiplaga är en fjärilsart som beskrevs av James John Joicey och Talbot 1916. Philiris albiplaga ingår i släktet Philiris och familjen juvelvingar. Inga underarter finns listade i Catalogue of Life.